# Поэзия и Боги
«Поэзия и Боги» (англ. Poetry and the Gods) — рассказ американского писателя Говарда Филлипса Лавкрафта, написанный в соавторстве с писательницей Анна Хелен Крофтс в конце весны 1920 года. Впервые опубликован в сентябре 1920 году в журнале «United Amateur», в котором Лавкрафт был назван как Генри Пэджет-Лоу.

## Сюжет
Рассказ начинается в гостиной английского дома, апрельским вечером «сразу после Великой войны». Марсия, молодая женщина ощущает «неизмеримую пропасть, которая отделяет ее душу» от скучного окружения: жизни 20-го века и её дома, которые чужды ей. Она задается вопросом в том ли веке она родилась. Марсия читает стихи о прежней эпохе и повторяет слова про себя, засыпая. Во сне ей явился Гермес и сказал, что наступает новый век, и что боги пробуждаются от сна, в котором они пребывали, и собираются принять определённые меры. Гермес ведет её ко двору Зевса, где находятся Аполлон, Дионис, Музы и Вакханки. 
Давно мы… говорим только во сне, но приближается время, когда наши голоса не будут безмолвными. Это время пробуждения и перемен. Боги выбрали поэта, чтобы соединить воедино красоту, что мир знал прежде, и мудрость прошлого. Этот непревзойденный поэт должен быть предвестником пробуждения богов. 
Марсию, как поэта, выбрали не только боги, но и избранные поэты, которым Зевс и Аполлон даровали бессмертие и честь. В свою очередь, эти шесть поэтов выступают со строками стихов: Гомер, Данте, Гёте, Шекспир, Мильтон и Китс. Так продолжается до самого рассвета, а затем Гермес возвращает Марсию в её дом.
Спустя годы, Марсия написала стихи «достойные богов». Услышав их Зевс сказал, что: «Эти слова приведут тебя к счастью и в мечтах о красоте твой дух найдет все, чего он жаждет».

## Вдохновение
Рассказ написан после «Зеленый луг» и перед «Крадущийся хаос» — двух рассказов, написанных Лавкрафтом в соавторстве с Уинифред Джексон, которые основаны на Древнегреческой мифологии. Что Анна Хелен Крофтс внесла в «Поэзию и боги», — неизвестно. С. Т. Джоши говорил, что она «время от времени появлялась в любительской прессе и, возможно, была представлена [Лавкрафту] Уинифред Джексон». В сохранившихся письмах Лавкрафта не упоминается «Поэзия и боги».
В своем эссе 1955 года о «Мифах Ктулху» Джордж Ветцель, исследователь творчества Лавкрафта, сравнивает бога-посланника Гермеса из «Поэзии и боги» с Ньярлатхотепом, «посланником Азатота». Ветцель считает, что общение во сне с Гермесом, является «тем же самым психическим устройством, которое позже использовал Ньярлатхотеп или Ктулху для контакта со своими последователями и сектантами».